# Prime à la conversion
 (novembre 2024).
La mise en forme du texte ne suit pas les recommandations de Wikipédia : il faut le « wikifier ».
Les points d'amélioration suivants sont les cas les plus fréquents. Le détail des points à revoir est peut-être précisé sur la page de discussion.
- Les titres sont pré-formatés par le logiciel. Ils ne sont ni en capitales, ni en gras.
- Le texte ne doit pas être écrit en capitales (les noms de famille non plus), ni en gras, ni en italique, ni en « petit »…
- Le gras n'est utilisé que pour surligner le titre de l'article dans l'introduction, une seule fois.
- L'italique est rarement utilisé : mots en langue étrangère, titres d'œuvres, noms de bateaux, etc.
- Les citations ne sont pas en italique mais en corps de texte normal. Elles sont entourées par des guillemets français : « et ».
- Les listes à puces sont à éviter, des paragraphes rédigés étant largement préférés. Les tableaux sont à réserver à la présentation de données structurées (résultats, etc.).
- Les appels de note de bas de page (petits chiffres en exposant, introduits par l'outil «  Source ») sont à placer entre la fin de phrase et le point final[comme ça].
- Les liens internes (vers d'autres articles de Wikipédia) sont à choisir avec parcimonie. Créez des liens vers des articles approfondissant le sujet. Les termes génériques sans rapport avec le sujet sont à éviter, ainsi que les répétitions de liens vers un même terme.
- Les liens externes sont à placer uniquement dans une section « Liens externes », à la fin de l'article. Ces liens sont à choisir avec parcimonie suivant les règles définies. Si un lien sert de source à l'article, son insertion dans le texte est à faire par les notes de bas de page.
- La présentation des références doit suivre les conventions bibliographiques. Il est recommandé d'utiliser les modèles {{Ouvrage}}, {{Chapitre}}, {{Article}}, {{Lien web}} et/ou {{Bibliographie}}. Le mode d'édition visuel peut mettre en forme automatiquement les références.
- Insérer une infobox (cadre d'informations à droite) n'est pas obligatoire pour parachever la mise en page.

Pour une aide détaillée, merci de consulter Aide:Wikification.
Si vous pensez que ces points ont été résolus, vous pouvez retirer ce bandeau et améliorer la mise en forme d'un autre article.
Ne doit pas être confondu avec Prime à la casse.
En droit français, la prime à la conversion était un dispositif fiscal d’incitation économique à l’achat d’automobiles à faibles émissions de CO2, inséré dans les dispositions de l'article D. 251-3 du code de l'énergie.

## Historique
Un règlement de l'Union européenne du 20 juin 2007] a instauré des règles européennes en matière de réception des véhicules à moteur au regard des émissions des véhicules particuliers et utilitaires légers.
Le texte réglementaire est issu du décret no 2014-1672 du 30 décembre 2014 instituant une aide à l'acquisition et à la location des véhicules peu polluants.
Le texte a été codifié dans la partie réglementaire du code de l'énergie par le décret no 2015-1823 du 30 décembre 2015.
En 2021, 114737 primes à la conversion ont été versées, dont 44 % pour l'achat de voitures électriques et hybrides rechargeables contre 3 % en 2018 et 18 % en 2020. En cinq ans, un million de Français ont troqué grâce à cette prime leur vieille voiture pour un véhicule moins polluant. La prime moyenne pour les véhicules électriques a atteint 3 100 € en 2021 contre 2 200 € pour les voitures thermiques.
Le Premier ministre Michel Barnier abroge, par un décret du 29 novembre 2024 entrant en vigueur le 2 décembre 2024, ce dispositif.

## Conditions d'allocation de la prime
À l'origine, la prime à la conversion est une aide complémentaire attribuée à toute personne justifiant d'un domicile ou d'un établissement en France et à toute administration de l'État qui acquiert ou prend en location une voiture particulière faisant l'objet d'une mesure des émissions de dioxyde de carbone lorsque cet achat ou cette location s'accompagne du retrait de la circulation, à des fins de destruction, d'un véhicule utilisant le gazole comme carburant principal.
En 2021, les treize conditions cumulatives pour bénéficier de la prime sont les suivantes :
- 1re condition (concernant la personne) : être une personne physique majeure justifiant d'un domicile en France, ou être une personne morale justifiant d'un établissement en France, ou être administration de l'État ;
- 2e (concernant la nature du véhicule) : Acquérir ou prendre en location, dans le cadre d'un contrat d'une durée supérieure ou égale à deux ans, un véhicule automobile terrestre à moteur qui :
  - 1° Est mentionné au 1° de l'article D. 251-1 ;
  - 2° Est immatriculé en France avec un numéro définitif ;
  - 3° N'est pas cédé par l'acquéreur ou le titulaire d'un contrat de location :
    - a) Dans les six mois suivant son acquisition ni avant d'avoir parcouru au moins 6 000 kilomètres, dans le cas d'un véhicule mentionné au a du 1° de l'article D. 251-1 ;
    - b) Dans l'année suivant sa première immatriculation ni avant d'avoir parcouru au moins 2 000 kilomètres dans le cas d'un véhicule mentionné au b du 1° de l'article D. 251-1 ;

- 3e (concernant le type de véhicule et l'énergie utilisée) : la prime est attribuée lorsque cette acquisition ou cette location s'accompagne du retrait de la circulation, à des fins de destruction, d'un véhicule qui, à la date de facturation du véhicule acquis ou de versement du premier loyer :
  - 1°/ appartient à la catégorie des voitures particulières ou des camionnettes au sens de l'article R. 311-1 du code de la route ;
  - 2°/ a fait l'objet d'une première immatriculation :
    - a) pour un véhicule utilisant le gazole comme carburant principal : avant le 1er janvier 2006 si le bénéficiaire de la prime à la conversion définie par le présent article a une cotisation d'impôt sur le revenu de l'année précédant l'acquisition ou la location du véhicule nulle ; avant le 1er janvier 2001 dans les autres cas ;
    - b) pour un véhicule n'utilisant pas le gazole comme carburant principal, avant le 1er janvier 1997 ;

  - 3°/ appartient au bénéficiaire de la prime à la conversion définie par l'article D. 251-3 ;
  - 4°/ a été acquis depuis au moins un an par le bénéficiaire ;
  - 5°/ est immatriculé en France dans une série normale ou avec un numéro d'immatriculation définitif ;
  - 6°/ n'est pas gagé ;
  - 7°/ n'est pas considéré comme un véhicule endommagé ;
  - 8°/ est remis pour destruction, dans les six mois suivant la date de facturation du véhicule acquis ou loué, à un centre de traitement des véhicules hors d'usage agréé mentionné au 3° de l'article R. 543-155 du code de l'environnement qui délivre à son propriétaire un certificat de destruction du véhicule ;
  - 9°/ fait l'objet d'un contrat d'assurance en cours de validité à la date de sa remise pour destruction ou à la date de facturation du véhicule acquis ou loué.

Il existe une autre condition liée au montant de la prime : le taux d'émission de dioxyde de carbone du véhicule acheté ou loué doit être inférieur ou égal à 130 grammes par kilomètre.

## Nouvelles conditions à partir d'août 2019
Le 17 juillet 2019, un décret, applicable au 1er août 2019, modifie profondément le dispositif, afin  de réduire son coût budgétaire qui dépassait les prévisions et d'éliminer les dérives constatées (48 % des véhicules achetés avec la prime roulaient au gazole). Les 50 % de Français les plus aisés ne bénéficient désormais de la prime que s'ils achètent des voitures électriques ou certaines hybrides rechargeables, alors que jusqu'ici ils pouvaient acheter une essence datant d'après 2011 ; l'autre moitié des Français, les moins aisés, ne peuvent plus acheter que des voitures à essence d'après 2011, mais avec un niveau d'émission abaissé de 122 g CO2/km à 117 g CO2/km ; pour le gazole, les seuls diesels éligibles sont ceux dont la première immatriculation date du 1er septembre 2019 ; ces ménages devront sinon se tourner vers une voiture électrique.

## Montant de la prime
Le montant de la prime est déterminé par l'article D. 251-8 du code de l'énergie.
Elle est de :
- 1 000 euros : taux d'émission de dioxyde de carbone est inférieur ou égal à 130 grammes par kilomètre + personne physique qui a payé l'impôt sur le revenu l'année précédant l'acquisition ou la location du véhicule
- 2 000 euros : taux d'émission de dioxyde de carbone est inférieur ou égal à 130 grammes par kilomètre + personne physique qui n'a pas payé l'impôt sur le revenu l'année précédant l'acquisition ou la location du véhicule
- 100 ou 2 500 euros dans d'autres cas.

### Montant de la prime en 2019
Pour 2019, les modalités et montants de la prime à la conversion changent, et s'applique à tous les véhicules neufs ou d'occasions qui rejettent moins de 122 grammes de CO2 par kilomètre. Les montants sont les suivants:
- 1 000 € pour les foyers imposables pour l'achat un véhicule respectant les critères de rejet de CO2
- 2 500 € pour les foyers imposables pour l'achat d'un véhicule électrique ou hybride rechargeable
- 4 000 € pour les foyers non imposables dits modestes (revenu fiscal de référence par part inférieur à 6 300 €, ou personne non imposable parcourant plus de 60 km par jour ou 12 000 km par an dans le cadre de son activité professionnelle) pour l'achat d'une véhicule thermique respectant les critères de rejet de CO2 (doublement de la prime)
- 5 000 € pour les foyers non imposables dits modestes pour l'achat d'un véhicule électrique ou hybride rechargeable (doublement de la prime)

Bien que le Premier Ministre ait annoncé le 18 décembre l'annulation du doublement de la prime, le soir même, retournement de situation, le doublement de la prime à la conversion a été confirmé.
Le décret du 17 juillet 2019 remplace le critère « non imposable » par « revenu fiscal de référence inférieur à 13 489 euros par part » ; la prime pour une voiture à essence passe de 2 000 à 1 500 euros (de 4 000 à 3 000 euros pour les gros rouleurs). Le montant est revu à la hausse pour l'électrique d'occasion achetée par un ménage appartenant aux 50 % les plus aisés. En revanche, la prime disparaît pour les véhicules coûtant plus de 60 000 euros.

### Montant de la prime en 2020
La crise sanitaire ayant entrainé un effondrement des ventes de voitures (-89 % en avril), le gouvernement décide fin mai 2020 un élargissement exceptionnel de la prime à la conversion, afin de permettre aux concessionnaires de résorber les stocks accumulés pendant le confinement : le revenu fiscal de référence à ne pas dépasser pour pouvoir en bénéficier est ainsi porté de 13 500 à 18 000 euros par part, ce qui couvre près des 3 quarts de la population ; la prime est accordée pour le remplacement d'un véhicule ancien par un véhicule récent électrifié, mais aussi par un véhicule essence immatriculé avant 2006 ou un diesel d'avant 2011 ; la prime est revue à la hausse : 3 000 € pour l'achat d'un véhicule thermique neuf ou récent et 5 000 € pour un véhicule électrique ou hybride rechargeable. Réservé aux 200 000 premiers bénéficiaires, le dispositif a été un succès : le plafond des 200 000 primes est atteint fin juillet. Un nouveau dispositif est mis en place à partir du 3 août : retour du barème initial pour les bénéficiaires : la prime de 5 000 € pour l'achat d'une voiture électrique ou d'un hybride rechargeable est conditionnée par un revenu fiscal de référence inférieur à 6 300 €, ou 13 500 € si les déplacements domicile-travail dépassent 12 000 km par an ; au-delà de 13 500 €, l'aide est de 2 500 €. Pour les motorisations thermiques, les acheteurs devront choisir un modèle Crit'Air 1 ou 2 et justifier d'un revenu fiscal de 13 500 € maximum.

### Nouvelles conditions à partir de juillet 2021
À partir du 1er juillet 2021, le bonus écologique baisse et la prime à la conversion concerne moins de véhicules.
Avec l'exclusion des véhicules qui ont la vignette Crit'Air 2, plus aucun véhicule diesel, même neuf, n'est éligible à la prime à la conversion. Toutefois, certaines voitures hybrides rechargeables alimentées au gazole restent éligibles à cette prime.
Le seuil maximum d'émissions de CO2 étant abaissé, les voitures neuves essences et hybrides rejetant plus de 132 g/km de CO2 (cycle WLTP) ne sont plus éligibles. Cependant, l'ancien seuil de 137 g/km reste le même pour les voitures d'occasion immatriculées en France depuis plus de six mois.

### Montant de la prime en juillet 2021
Le montant de la prime en juillet 2021 varie en fonction de la catégorie à laquelle appartiennent les acheteurs en fonction de leur revenu fiscal :
- Les ménages avec revenu fiscal par part < 6 300 € ou < 13 489 € et acheteurs considérés comme « gros rouleurs » ont le droit à une prime de 5 000 €. Celle-ci descend à 3 000 € pour l'achat d'une voiture thermique ou hybride dont les émissions de CO2 ne dépassent pas 132 g/km (137 g/km pour les occasions de plus de six mois). Un « gros rouleur » parcourt plus de 12 000 km par an dans le cadre de son activité professionnelle, mais avec son véhicule personnel. Il s'agit également des personnes dont la distance entre le domicile et le lieu de travail est supérieure à 30 km.
- Les ménages avec revenu fiscal par part < 13 489 € ont le droit à une prime de 2 500 €. Cependant, ce montant descend à 1 500 € pour l'achat d'une voiture thermique ou hybride dont les émissions de CO2 ne dépassent pas 132 g/km (137 g/km pour les occasions de plus de six mois) et monte à 5 000 € pour l'achat d'un véhicule utilitaire électrique.
- Les ménages avec revenu fiscal par part > 13 489 € n'ont pas accès à la prime pour l'achat d'une voiture thermique ou hybride dont les émissions de CO2 ne dépassent pas 132 g/km (137 g/km pour les occasions de plus de six mois). Le montant de la prime s'élève à 2 500 € pour les autres véhicules éligibles, et atteint 5 000 € pour l'achat d'un véhicule utilitaire électrique.
- Le montant de la prime pour les ménages avec revenu fiscal par part > 13 489 € est le même que pour les personnes morales.

### Montant de la prime en 2022
Dans le cadre d'un achat d'un véhicule électrique neuf, le bonus écologique varie de 2 500 € à 5 000 € en 2022.
Pour avoir accès au montant de 5 000 €, l'acheteur doit pouvoir justifier d'une des trois conditions suivantes :
- un revenu fiscal de référence par part inférieur ou égal à 6 300 € ;
- faire plus de 12 000 km par an avec son véhicule personnel dans le cadre de son travail ;
- avoir une distance entre son domicile et son lieu de travail supérieure à 30 km.

### Montant de la prime en 2023
Le dispositif de la prime à la conversion sera reconduit en 2023. Une baisse de 1 000€ devrait avoir lieu. Il faudra cependant attendre la fin de l'année et la parution du décret au journal officiel pour connaitre l'exactitude des conditions.